# 世界のマーチ
世界のマーチ（せかいの・マーチ）は1974年4月8日から1981年10月2日までTBSラジオにて放送されていた、行進曲を聴く音楽番組である。

## 概要
世界各国で聞き継がれている行進曲を、バレーボール解説者の松平康隆が毎回数曲紹介していた。番組開始の頃は松平が社員として属していた日本鋼管（現・JFEエンジニアリング）の協賛であったが、松平は後に降板。その後一時期雪印乳業（現・雪印メグミルク）が協賛していた時代もあった。
日本鋼管が提供していた頃は「若い心・若い力を大切にするNKK日本鋼管」という提供クレジットがあった。
また、月1回程度「ランチタイムコンサート」と称し、TBSのスタジオで公開録音が行われたほか、各地のJRN加盟局にもネットしており、地方発の公開録音も行われたことがあった。松平は日本鋼管社員時代にはバレーボール日本男子代表監督他による遠征で欠席したことがあり、その時はTBSのアナウンサーらが代役をしたこともあった。
オープニング・エンディングでは、行進曲である「クワイ河マーチ」が使用されていた。オープニングのタイトルコールは遠藤泰子が担当。

## 放送時間
- 毎週月 - 金曜日 6:35 - 6:45
  - TBSと同じJRN加盟局の毎日放送（現・MBSラジオ）では、自社制作の生ワイド番組（1979年3月までは『おはよう!浜渦章盛です』→同年4月以降は『6時半です おはようコンちゃん!』）の中で1コーナー（箱番組）として放送していた。
  - CBCラジオは独立番組として6:30-40に放送。